# Zdeněk Hák (biatlonista)
Zdeněk Hák (* 13. prosince 1958, Jilemnice) je bývalý československý biatlonista. Jeho bývalá manželka Eva Háková byla také českou reprezentantkou v biatlonu.

## Závodní kariéra
Na XIII. ZOH v Lake Placid 1980 skončil v závodě jednotlivců na 10 km na 29. místě, v závodě jednotlivců na 20 km na 14. místě a ve štafetě na 4×7,5 km na 11. místě. Na XIV. ZOH v Sarajevu 1984 skončil v závodě jednotlivců na 10 km na 23. místě, v závodě jednotlivců na 20 km na 15. místě a ve štafetě na 4×7,5 km na 6. místě. Byl členem reprezentačního družstva juniorů na juniorském mistrovství světa 1979 v Ruhpoldingu, kde skončil pátý v závodě jednotlivců na 10 km a byl členem bronzové štafety společně s Milanem Janouškem a Josefem Skalníkem. Startoval šestkrát na Mistrovství světa v biatlonu, nejlépe skončil na 6. místě ve štafetě v letech 1982 a 1987.